# 特里同角
71°42′S 68°12′W / 71.700°S 68.200°W
特里同角（英語：Triton Point）是南極洲的海岬，位於亞歷山大一世島東岸，林肯·埃尔斯沃思于1935年11月23日首次从空中看到这附近的海岸，并且根据W.L.G.乔格在那次飞行中获得的照片粗略地绘制了地图，在1936年由英國探險隊測量，現時由南極條約體系管理。